# Tunumiit
Els tunumiit són un grup inuit de Groenlàndia de Tunu, la part oriental de Groenlàndia. Els tunummiit actualment viuen principalment a Tasiilaq i Ittoqqortoormiit i formen part dels pobles àrtics coneguts col·lectivament com a Inuit. El singular per Tunumiit és Tunumiu.
Els groenlandesos del nord i oest s'anomenen a si mateixos inughuit i kalaallit, respectivament. Entre el 80% i el 88% de la població de Groemlàdia, o aproximadament de 44,000 a 50,000 persones s'identifiquen com a inuit.

## Idioma
La llengua dels tunumiit, també anomenat groenlandès oriental i Tunumiit oraasiat, és un dialecte del groenlandès. (La llengua oficial de Groenlàndia és un dialecte diferenciat del groenlandès, el Kalaallisut; els inughuit parlen inuktun, que és més proper a l'inuktitut, que és parlat al Canadà)

## Regió
Els inuits orientals o tunumiit viuen principalment a la regió Ammassalik, l'àrea amb el clima més suau a la Terra del Rei Cristià IX. Els caçadors poden caçar mamífers marins en caiacs durant tot l'any.
Hi ha dos altres grups groenlandesos orientals al llarg de la costa entre Nunap Isua (Cap Farewell) a la Terra del Rei Frederic VIII, els del nord-est, al nord dels tunumiit, i els del sud-est al sud, però ara estan gairebé extingits.

## Art
Un angakkuq o sanador espiritual anomenat Mitsivarniannga de l'illa Ammassalik va crear un tupilaq "objecte espiritual malvat," per una visita a Europa en 1905. Quan no li va fer mal per crear i mostrar aquest objecte a un estranger, altres van començar a fer tupilait, que es va convertir en una forma d'art popular. Els residents també gravaren els mapes de fusta Ammassalik que traçaven la costa de Groenlàndia Oriental. Les pràctiques habituals d'elaboració artística es desenvolupen a l'illa d'Ammassalik.